# Haloalkan

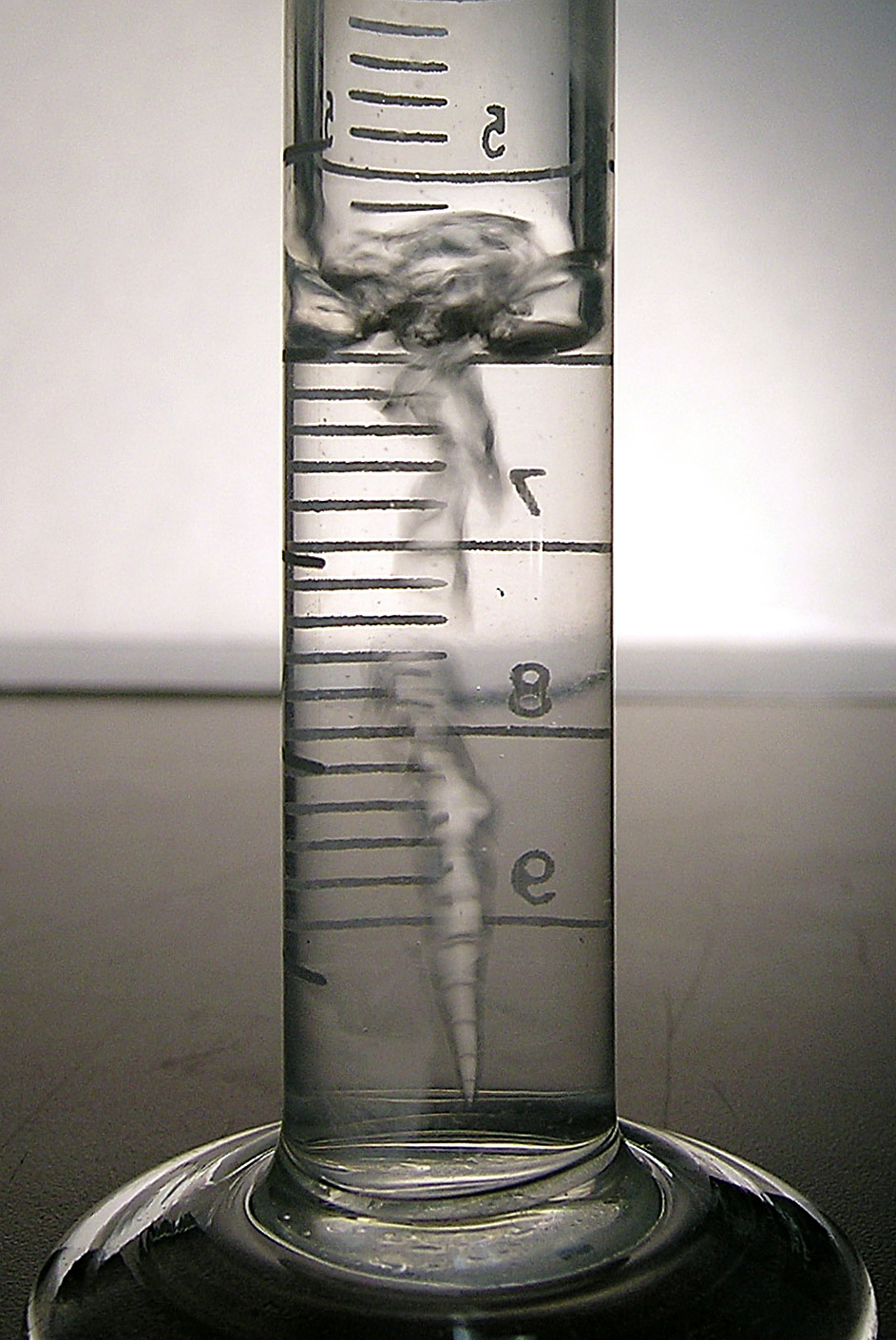
Tetrafluoroethane (một haloalkane) là một chất lỏng không màu, sôi dưới nhiệt độ phòng (như được thấy ở đây) và có thể được chiết xuất từ các hộp không khí đóng hộp thông thường bằng cách đảo ngược chúng trong quá trình sử dụng.

Haloalkan (còn được gọi là haloalkane, halogenoalkan hoặc alkyl halide) là một nhóm các hợp chất hóa học có nguồn gốc từ các ankan có chứa một hoặc nhiều halogen. Chúng là một tập hợp con của lớp halocarbons chung, mặc dù sự phân biệt không thường được thực hiện. Haloalkane được sử dụng rộng rãi trên thị trường và do đó, được biết đến dưới nhiều tên hóa học và thương mại. Chúng được sử dụng làm chất chống cháy, chất chữa cháy, chất làm lạnh, thuốc phóng, dung môi và dược phẩm. Sau khi sử dụng rộng rãi trong thương mại, nhiều halocarbon cũng đã được chứng minh là chất gây ô nhiễm và độc tố nghiêm trọng. Ví dụ, chlorofluorocarbons đã được chứng minh là dẫn đến sự suy giảm tầng ozone. Bromomethan là một chất khử trùng gây tranh cãi. Chỉ có haloalkan có chứa clo, brom và iod là mối đe dọa đối với tầng ozone, nhưng về mặt lý thuyết, các haloalkan dễ bay hơi có thể có hoạt động như khí nhà kính. Iodomethan, một chất xuất hiện tự nhiên, tuy nhiên, không có đặc tính làm suy giảm tầng ozone và Cơ quan Bảo vệ Môi trường Hoa Kỳ đã chỉ định hợp chất này là chất làm suy giảm tầng ozone. Để biết thêm thông tin, xem Halomethane. Haloalkane hoặc alkyl halide là các hợp chất có công thức chung "RX" trong đó R là nhóm alkyl hoặc nhóm thế thay thế và X là halogen (F, Cl, Br, I).
Haloalkanes đã được biết đến trong nhiều thế kỷ. Chloroethane được sản xuất tổng hợp trong thế kỷ 15. Sự tổng hợp có hệ thống các hợp chất như vậy được phát triển trong thế kỷ 19 cùng với sự phát triển của hóa học hữu cơ và sự hiểu biết về cấu trúc của ankan. Các phương pháp đã được phát triển để hình thành chọn lọc các liên kết C-halogen. Các phương pháp đặc biệt linh hoạt bao gồm việc bổ sung các halogen vào anken, hydro hóa halogen các anken chuyển đổi alcohol thành các halide alkyl. Những phương pháp này rất đáng tin cậy và dễ dàng thực hiện đến nỗi haloalkan trở nên có sẵn với giá rẻ để sử dụng trong hóa học công nghiệp vì halogen có thể được thay thế bởi các nhóm chức năng khác.
Trong khi hầu hết các haloalkane là do con người tạo ra, các nguồn haloalkane không nhân tạo có tồn tại trên Trái đất, chủ yếu thông qua tổng hợp qua trung gian enzyme của vi khuẩn, nấm và đặc biệt là tảo biển (rong biển). Hơn 1600 chất hữu cơ được halogen hóa đã được xác định, với bromoalkan là loại quầng phổ biến nhất. Các chất hữu cơ được tạo ra trong sinh học bao gồm từ bromomethan được sản xuất về mặt sinh học đến các chất thơm không phải là ankan và không bão hòa (indoles, terpenes, acetogenin và phenol). Các ankan halogen hóa trong thực vật trên đất hiếm hơn, nhưng có xảy ra, ví dụ như fluoroacetate được sản xuất như một chất độc của ít nhất 40 loài thực vật được biết đến. Các enzyme dehalogenase cụ thể ở vi khuẩn loại bỏ các halogen từ haloalkane, cũng đã được biết đến.